# Peștera Igrița
Peștera Igrița este situată în zona localității Aștileu, Județul Bihor. Este recunoscută pentru mulțimea fosilelor ursului de peșteră. 
Peștera Igrița (Peștera Igretu) se află la sud-vest de satul Peștera, în partea superioară a abruptului care flanchează spre sud Depresiunea Vad – Borod. Aceasta prezintă o deosebită importanță paleontologică, biospeologică și arheologică. Adăpostește un depozit fosilifer care consistă în faună pleistocenă, ce aparține ursului de peșteră (Ursus spelaeus), hienei de peșteră (Hyaena spelaea), lupului de peșteră (Canis lupus), leopardului de peșteră (Falis pardus) și altor animale contemporane acestora. 

## Acces
Din satul Aștileu  ,comuna e legată de DN 1-Oradea-Aleșd- printr-o șosea asfaltată de 4 km care pleacă din Aleșd.  Traseul spre peșteră continuă pe un drum carosabil până în satul Peștera (3,5 km) și, mai departe, pe poteca de picior care urcă spre deschiderea peșterii (l km). În vecinătatea acesteia, la picioarele abruptului, se pot găsi terenuri potrivite pentru campare. Călătorul este pe versantul nordic al Munților Pădurea Craiului și Depresiunea Vadului este marcată de o faleză înaltă de calcar, în mijlocul căreia, la o altitudine de 328 m, se află ovalul regulat al intrării principale în Peștera Igrița. 

## Date istorice[2]
Primele  investigații ale Peșterii Igrița aparțin entomologilor L. Miller și J. Frivaldsky, care întreprind aici cercetări încă pe la jumătatea secolului trecut. Aceste cercetări sunt completate apoi de E. Bokor (1921), precum și de E. Racoviță și colaboratorii săi (1921-1926). Cu ocazia campaniilor organizate de Institutul de speologie din Cluj, reputatul arheolog francez, abatele Henri Breuil, efectuează importante săpături, în urma cărora au fost scoase la iveală numeroase vestigii ale culturii aurignaciene. Între timp, L. Roediger publică în 1881 descrierea și planul peșterii.

## Descriere
Întregul cavernament se denotă sub forma unui labirint de galerii de mari dimensiuni, formate în regim freatic, de-a lungul unei fisuri. Acest fapt este atestat de multe cupole de coroziune, de ramificarea galeriilor în unghi drept sau de închiderea cu un unghi foarte ascuțit, iar, astfel, a fost numită monument natural speologic.   